# まんがライフWIN
『まんがライフWIN』（まんがライフうぃん）は、竹書房が配信している日本の4コマウェブコミック配信サイト。毎日更新・完全無料配信が行われている。

## 概要
ライブドアが開設していた「livedoor デイリー4コマ」と竹書房4コマ各誌の交流が縁となり「デイリー4コマ」内で2009年4月27日にオープン。開設当初はサイトの運営はライブドアが、作品の提供は竹書房がそれぞれ担当する分業体制となっていた。また、2011年1月30日より『本当にあったゆかいな話』及び『芸能ズキュン!』編集部が担当するエッセイコミックのコーナー・『ゆるっとcafe』が開設された。『まんがライフWIN』『ゆるっとcafe』とも2011年に「デイリー4コマ」本体が更新を終了して以降も運営を続けていたが、2012年3月1日付でライブドアより独立して竹書房の直営による新体制で再スタートを切っている。それに伴い『ゆるっとcafe』が（同一ドメイン内ではあるが、ページ構成上）別サイトとして分離された。
本サイトの連載作品は2010年6月7日に創刊した単行本レーベル「バンブー・コミックスWINセレクション」より刊行される。『まんがライフMOMO』連載作品の単行本「MOMO Selection」と同様、他の姉妹誌の作品の単行本とレーベルの区別・高価格設定（単価860円）がされており、芳文社刊「まんがタイムKRコミックス」などと同じ位置づけの作品群として販売されている。サイトに掲載された作品は連載中・終了作品のいずれも原則として第1・2話と最終話のみ無期限で配信を継続するが、それ以外のエピソードに関しては単行本の発売に前後して配信が終了する。
2013年12月からはストーリー系漫画を扱う『まんがライフWIN+』がかつての竹書房のコミック誌『コミックガンマ』の名を受け継いだ『WEBコミックガンマ』としてリニューアルされた。

## 特徴・掲載作品の傾向
『WIN』オリジナルの連載作品となる連載シリーズは、竹書房の4コマ誌で連載を持つ作家や、読み切り作品が掲載された後『WIN』で採用された作家の作品が多い。萌え系4コマ中心のラインナップが組まれており、作品の傾向はライブドアと芳文社が提携して『まんがライフWIN』と同様の運営手法を採っていた4コマウェブコミック配信サイト『まんがタイムWAVE』（2011年閉鎖）よりもむしろ芳文社内のサイトで独自に公開されている『まんがタイムきららweb』内の「Web限定作品」の路線に近い。また従来のスタイルの4コマ漫画だけではなく幅広コマ作品、フルカラー作品やストーリー4コマ漫画と1ページ漫画を融合させた作品、扉以外をストーリー1ページ漫画とした作品なども掲載されている。これに対してゲストシリーズでは竹書房の4コマ各誌で人気の連載作品を中心に掲載しており、ジャンルや作風を問わない幅広いラインナップが組まれている。

## 作品一覧

### 連載作品
- モノズキ散歩（胡桃ちの）
- ポプテピピックシリーズ（大川ぶくぶ）
- 駅はあるうちに行け（小坂俊史）
- スローンラット（胡桃ちの）
- 姉と弟がまぁまぁ仲良く暮らす日常。（神仙寺瑛）
- しまなみぽたぽた（東屋めめ）
- ねこもんすたー（ぱんだにあ）
- よーじょらいふ!（あまー）

#### 連載作品（更新終了）
- 憧れの騎士様がじいやだなんて言えない（まどろみ太郎）
- 森田さんは無口（佐野妙）
- 旅するように暮らしたい（胡桃ちの）
- ひがえり異世界～ぽんこつ女神のReクリエイト！～（ゆうきそにすけ）
- 異世界レシピ〜ニッポンの家庭料理に魔法使いと狂戦士が挑んでみた（河田ひより）
- オタ句集 -オタク娘たちが川柳を詠んだら-（松山紗夕）
- ろりせん?（猫間ことみつ）※幅広4コマ漫画
- まんがらない。（高内優向）
- あしなり（葛西りいち）※幅広、エッセイ4コマ漫画
- デビルっちゅ!（松沢まり）
- 2-Aの魔法使い（北条晶）※1ページ漫画風4コマ漫画
- はるかぜ日和（来瀬ナオ）※ストーリー1ページ漫画
- 聖ジョルジュ女学園暗黒料理研究会 タベルナ（空木あんぐ）
- ともだちマグネット（まご）
- ニャンコロカムイ（樹るう）※1ページ漫画風幅広4コマ漫画
- ポプテピピック（大川ぶくぶ）
- 本屋のほんネ!（なつみん）
- ミッソン インパッセボーゥ（大川ぶくぶ）
- ANDOL（八色）
- 陸軍中野中学校（とろ美）
- ハーフでいっとこ（後藤羽矢子）
- てさぐれ!部活もの（原作：てさぐれ!製作委員会、作画：鈴音ことら）
- はじめ×くろす（寺本薫）
- さん・ぱいっ! 〜私立星川学園 巫女部〜（いけだじゅん）
- (仮)メイド喫茶マンドリル（碓井尻尾）
- 恋ヶ窪プリンセスハニー（いづみみなみ）
- 突撃奉仕 暴ランティア部（東屋めめ）
- 泊まりにおいでよ♥（師走冬子）
- ゾンビが出たので学校休み。（むうりあん）
- ばけばけ森の幼稚園（月見里中）
- わこわんこ（ももせたまみ）
- 私が悪役令嬢で弟がヒロインな今（内村かなめ）
- ツノ系女子は告れない（うさみみき）
- あいまいみー（ちょぼらうにょぽみ）
- となりのバカと続く嘘（あむぱか）
- 青春の光となんか（平尾アウリ）
- パンクティーンエイジガールデスロックンロール（ヘブンハトポポコ）
- 妹はメシマズ（青木U平）
- 漫画の森から女子高生（美川べるの）
- ふたりのじかん（おにお）
- わたしの小鳥先生（水月とーこ）
- 海咲ライラック（険持ちよ）
- ひねもすふたり（かずまこを）
- オネエとクソリプ（吉川景都）
- モノローグ書店街（小坂俊史）
- 絶対に壊れない友だちをください。（ふじのきともこ）
- 男子ですひのえんまくん（ももせたまみ）
- 私たちは恋を知らない（あきばるいき）
- マヨイ荘は怪築中（月見里中）
- めいかのメカニズム（城綾音）
- 魔法少女サン＆ムーン〜推定62歳〜（サメマチオ）
- きゅーは吸血鬼のきゅー（G3井田）
- 中原くんの過保護な妹（ほっぺげ）
- 姫のためなら死ねる（くずしろ）

### WEBコミックガンマ（旧：まんがライフWIN＋）
- 青肌巨乳とクソボッチ（十五夜）
- プロゴルファーの俺が妹のパターに転生してしまった件（由伊大輔）
- 田中くんは覗ている。（ゆきの）
- 殴りテイマーの異世界生活 〜後衛なのに前衛で戦う魔物使い〜（原作：くろかた 漫画：Ｍカフェ）
- 嫌われ勇者を演じた俺は、なぜかラスボスに好かれて一緒に生活してます！（原作：らいと 漫画：貞清カズヒコ）
- サキュバスなんかに負けない異世界生活（くじらじーお）
- 約束の場所へ 〜或る少女の供述〜（原案：Moaideas・張恆 漫画：mononofu）
- エロゲの竿おじさんに転生してしまった（作画：コア助 原作：トリアイナ）
- 外道転移者のハーレムダンジョン製作記（原作：たけのこ 漫画：鎖ノム キャラクター原案：ちり）
- 恋するサキュバスのイケない事情（リーフィ）
- イケメンに転生したけど、チートはできませんでした。

（原作：みかんゼリー 漫画：下田将也 キャラクター原案：桑島黎音 協力：新紀元社）
- 月花乙女は猛犬が好き（夏未るゆ）
- 健全美少女はシゴきたい!!（黒飛ただし）
- 雪の新妻は僕と溶け合いたい（三星めがね）
- 異世界看護師は修行中!! 〜女子率90％の聖職者学園に入学してしまった僕〜（中村卯月）
- 時をトめる処刑人はギソウ妻（田中守）
- 愛弟子に裏切られて死んだおっさん勇者、史上最強の魔王として生き返る

（原作：六志麻あさ 漫画：夢川智久 キャラクター原案：カンザリン 協力：一二三書房）
- あやめ先輩は僕とヒミツの契約を（蛇足せんたろう）
- ものカノ　もののけ彼女たちとマッチングした主食の俺（藤こよみ）
- サキュバスな委員長にお断りされまして（い〜どぅ〜）
- 三姉妹が俺をユウワクしてくる!!（長谷良えりあ）
- 八月九日 僕は君に喰われる。（tomomi）
- ケモノな私と酔いませんか?（色意しのぶ）
- 殺戮のクインデッド －７人の女死刑囚－（葉生田采丸）
- 舞ちゃんのお姉さん飼育ごはん。（秋津貴央）
- 搾り取らないで、女商人さん!!（くつがえる）
- ぼっち転生記（原作：ファースト 作画：伊藤いーと キャラクター原案：緑川葉）
- おきらく女魔導士の開拓記〜メイドと始めるまったり楽々スローライフ〜（原作：佐々木さざめき 漫画：貞清カズヒコ）
- どうやらボクの花嫁は女騎士団なようで。（のり伍郎）
- 魔剣師の魔剣による魔剣のためのハーレムライフ（原作：伏(龍) 作画：小島紗）
- 最強の吸血姫は妹が欲しいっ！（原作：緋色の雨 作画：カイシンシ）
- チート薬師のスローライフ（原作：ケンノジ 漫画：春乃えり キャラクター原案：松うに 協力：一二三書房）
- サキュバス学園の犬ッ!!（ナックルカーブ）
- ゆき姉ちゃんの官能ごっこ。（須河篤志）
- VRMMOでサモナー始めました（原作：テトメト 漫画：藤島真ノ介）
- 人間牧場（原作：柑橘ゆすら 漫画：さおとめあげは）
- 神童セフィリアの下剋上プログラム（原作：足高たかみ 漫画：唐辛子ひでゆ 協力：TOブックス）
- 異世界に転生したら全裸にされた（原作：狐谷まどか 作画：あしもと☆よいか 協力：マッグガーデン）
- 女主任・岸見栄子（小武）
- じょりく！（活火秀人）
- 借金大王は魔王を倒す！（中村十）
- サキュバス先生と呼ばないで（つりがねそう）
- V-idolにモテ過ぎて狂った僕の日常（万楽えね）
- 世界に一つだけのR（飯島しんごう）
- タナカの異世界成り上がり（原作：ぐり 作画：菊野郎 キャラクター原案：東西 協力：HJノベルス）
- STRANGE MOON（かざあな）
- 31番目のユーリ（くりきまる）

#### まんがライフWIN＋・WEBコミックガンマ（更新終了）
- 青天の碧眼（滝島朝香）
- STEINS;GATE 比翼恋理の+ニャン2 くらいしす☆（漫画：nidoro、原作：5pb.×ニトロプラス）
- はーとふる彼氏（玻都もあ）
- STEINS;GATE 変移空間のオクテット（漫画：池上竜矢、原作：5pb.×ニトロプラス）
- 消防女子!!（原作：佐藤青南、作画：上遠野洋一）
- お江戸妖怪散歩（柴田亜美）
- おさきもち（瀬上あきら）
- ロボこん!!（錦ソクラ）
- コープスパーティーCEMETERY0 〜開闢のアルス・モリエンディ〜（漫画：いちはや、原作：祁答院慎）
- ゆめにっき（漫画：富沢ひとし、原案：マチゲリータ、原作：ききやま）
- ロボットガールズZ（原作：永井豪、原案：ロボットガールズ研究所、作画：赤穂老師）
- ジョーカーゲーム（原案：竹内佑、作画：高村しづ）
- ちょこっとファーム（漫画：山野りんりん、原作：株式会社ドリコム）
- AKIBA'S TRIP2（漫画：草壁レイ、原作：アクワイア）
- 鬼畜島（外薗昌也）※2019年5月にLINEマンガに移籍[4]
- 屍囚獄（室井まさね）
- マシュリの匣（唐草ミチル）
- Mr.都市伝説 関暁夫のELIZA（漫画：ブロン園田、原作：Mr.都市伝説 関暁夫）
- 三大怪獣グルメ（漫画：ほりのぶゆき、原作：河崎実、監修：久住昌之）
- 覆面の羊（船木涼介）
- メイドインアビス公式アンソロジー第二層（アビス大好き作家陣）
- 狂蝕人種（室井まさね）
- パンツァーガイスト 機甲幽霊（伊賀智輝）
- 血海のノア（里見有）
- 超人類6 Re-Animator（鹿賀ミツル）
- メイドインアビス（つくしあきひと）
- 里見☆八犬伝REBOOT（よしむらなつき）※電子書籍サービス「ブックパス」での連載を一か月遅れで無料配信
- 僕の部屋がダンジョンの休憩所になってしまった件（原作：東国不動、漫画：たこやきよし、キャラクター原案：JUNA、協力：ツギクル）
- どるから（原作：石井和義、漫画：ハナムラ、脚本：龍造寺慶）

### ゲスト作品
- ポイズンガール（瀬野反人）
- 疑似親子四コマ（東屋めめ）
- うしろのご先祖さま（勇人）
- となりのエロチカちゃん（後藤羽矢子）
- おじいぽんとわたし（橘りた）
- 土曜ランチ!（イシデ電）
- めがもの!（永井道紀）
- ちゅーちゅーブレインわーるどS（海月れおな）
- おじょじょじょ（クール教信者）
- ゆにいる（渡邉）
- 晴れのちシンデレラ（宮成楽）
- 森田さんは無口（佐野妙）
- みもりろっくおん!（みずなともみ）
- 数学女子（安田まさえ）
- ちぃちゃんのおしながき（大井昌和）
- ベルとふたりで（伊藤黒介）
- あれるげん。リターンズ（小池恵子）
- くまロボ兄さん（東屋めめ）
- 店長の憂鬱（碓井尻尾）
- フリテンくん（植田まさし）[5]
- 動物のおしゃべり♥（神仙寺瑛）
- けものとチャット（みずしな孝之）
- だめっこどうぶつ（桑田乃梨子）
- おしのび（佐野妙）

### 過去に掲載され公開が終了した主な作品
いずれもゲストシリーズ。
- おうちがいちばん（秋月りす）
- なごみクラブ（遠藤淑子）
- 墨色えれくとろ（黒渕かしこ）
- コープスパーティー カップリング×アンソロジー試し読み版
- まちのゆ×まるみや（なるあすく&ころねぱん）※「livedoor デイリー4コマ」メインコンテンツの更新終了に伴う出張企画

## 映像化作品

### アニメ化
| 作品           | 放送年          | アニメーション制作              | 備考                  |
| -------------- | --------------- | ------------------------------- | --------------------- |
| あいまいみー   | 2013年（第1期） | セブン                          | 5分枠のショートアニメ |
| あいまいみー   | 2014年（第2期） | セブン                          | 5分枠のショートアニメ |
| あいまいみー   | 2017年（第3期） | セブン                          | 5分枠のショートアニメ |
| ポプテピピック | 2018年（第1期） | 神風動画                        |                       |
| ポプテピピック | 2019年（SP）    | 神風動画                        |                       |
| ポプテピピック | 2022年（第2期） | スペースネコカンパニー 神風動画 |                       |

- 本誌にて移籍前の作品のテレビアニメ化には『森田さんは無口』がある。

## ゆるっとcafe作品一覧

### ゆるっとcafe連載作品
毎月の更新日順。
- 個人サイト管理人の徒然なる日々（もぐら）3日更新
- 今日のひとくふう（ほしのゆみ）30日更新
- アンドレアといっしょ!（いちぐちけいこ）15日更新
- AV女優ちゃん（峰なゆか）不定期更新

### ゆるっとcafeゲスト作品
サイト上の配列順（2013年1月時点）。
- またたび ふらり気ままなちょい旅のススメ（小道迷子）
- ほごけん（柴田亜美）
- 恋バナリアル（竹内佐千子）
- にゃがまさ通信（みずしな孝之&藤井みどり）
- 御かぞくさま御いっこう（もぐら）
- はじめのアンニョン! みるくと一緒に“こんにちは!韓国語”〜☆（田島みるく）
- 別居したら夫を好きになれました（安斎かなえ）
- 健康のために体張ります!!（尾方未来）
- 梅村ゆずの結婚どころじゃないんですっ!（梅村ゆず）
- 旦那に薬をもりました（森野いずみ）
- 迷走ラブゲーム（竹内佐千子）
- ドクター圭子の知らなきゃケガするオトナの医学（藤井昌子、監修：松村圭子）
- オレにあやまれ!! 〜史上最悪暴言DV夫との涙の7年間〜（杉野BEAT）
- 四十婚（尾方未来）
- おうちクエスト 家に導かれし者たち（和田フミエ）
- つげ式貧遊術（柘植文）

### ゆるっとcafe終了作品
サイト上の配列順（2014年11月時点）。
- どうやっても貯められない30代女子の貯金改革!!（マキヒロチ）
- the 秘密のバンギャルちゃん（所テン子）
- いなかの専業主腐ちゃん（チョコドーナツ）
- くさったよめがあらわれた!（うえやま洋介犬）
  - くさったよめがあらわれた！ - マンガ図書館Z（外部リンク）
- 東京23区女ひとり風呂（小沢カオル）
- 自転車女子、はじめました（北条晶）
- ねむりの処方箋（葛西りいち）
- 性別なんて決められない!（矢吹レオ）